# Bobby Tench
Robert Tench, más conocido como Bobby Tench (Londres, 21 de septiembre de 1944-19 de febrero de 2024) fue un músico y compositor británico.

## Carrera
Tench obtuvo reconocimiento inicialmente por su trabajo con Freddie King y Van Morrison, además de su asociación con las agrupaciones The Jeff Beck Group, Humble Pie, Streetwalkers y The Van Morrison Band. Fue miembro fundador de las bandas Hummingbird y Gass.
Al inicio de su carrera conformó la agrupación Gass y participó en algunos conciertos de Gonzalez, antes de unirse a The Jeff Beck Group para grabar dos álbumes de estudio y realizar giras promocionales. Participó en sesiones de grabación con Ginger Baker antes de salir de gira con la banda Beck, Bogert & Appice. Acto seguido registró colaboraciones con el virtuoso guitarrista Freddie King.
Firmó un contrato con A&M Records y formó la banda Hummingbird, uniéndose más tarde a una nueva agrupación, Streetwalkers. Poco tiempo después trabajó con músicos como Van Morrison, Eric Burdon y Steve Marriott, quien lo incluyó en una de las múltiples formaciones de Humble Pie. En la década de 1980 grabó algunos sencillos en calidad de solista publicados en Europa.

## Discografía destacada

### Con The Jeff Beck Group
- 1971 - Rough and Ready
- 1972 - Jeff Beck Group

### Con Ginger Baker
- 1972 - Stratavarious

### Con Van Morrison
- 1978 - Wavelength

### Con Humble Pie
- 1980 - On to Victory
- 1981 - Go for the Throat
- 2002 - Back on Track